# Convergència Socialista de Catalunya
Convergència Socialista de Catalunya (Convergencia Socialista de Cataluña) fue un partido político clandestino fundado en Cataluña, España, por Joan Reventós, en 1974, dentro de un proceso iniciado tras la muerte de Luis Carrero Blanco de posicionamiento de distintas fuerzas políticas en España ante el previsible fin del franquismo. Tuvo una vida efímera, iniciando de inmediato un proceso de acercamiento a otras fuerzas de la izquierda política e integrándose en la Comisión Coordinadora de Fuerzas Políticas de Cataluña y en 1976 en el Partit Socialista de Catalunya-Congrés, núcleo de lo que sería más tarde el Partido de los Socialistas de Cataluña, vinculado al Partido Socialista Obrero Español. No obstante, sus siglas y funcionamiento político perduraron hasta 1978.
- Datos: Q8462501